# Örökbefogadás

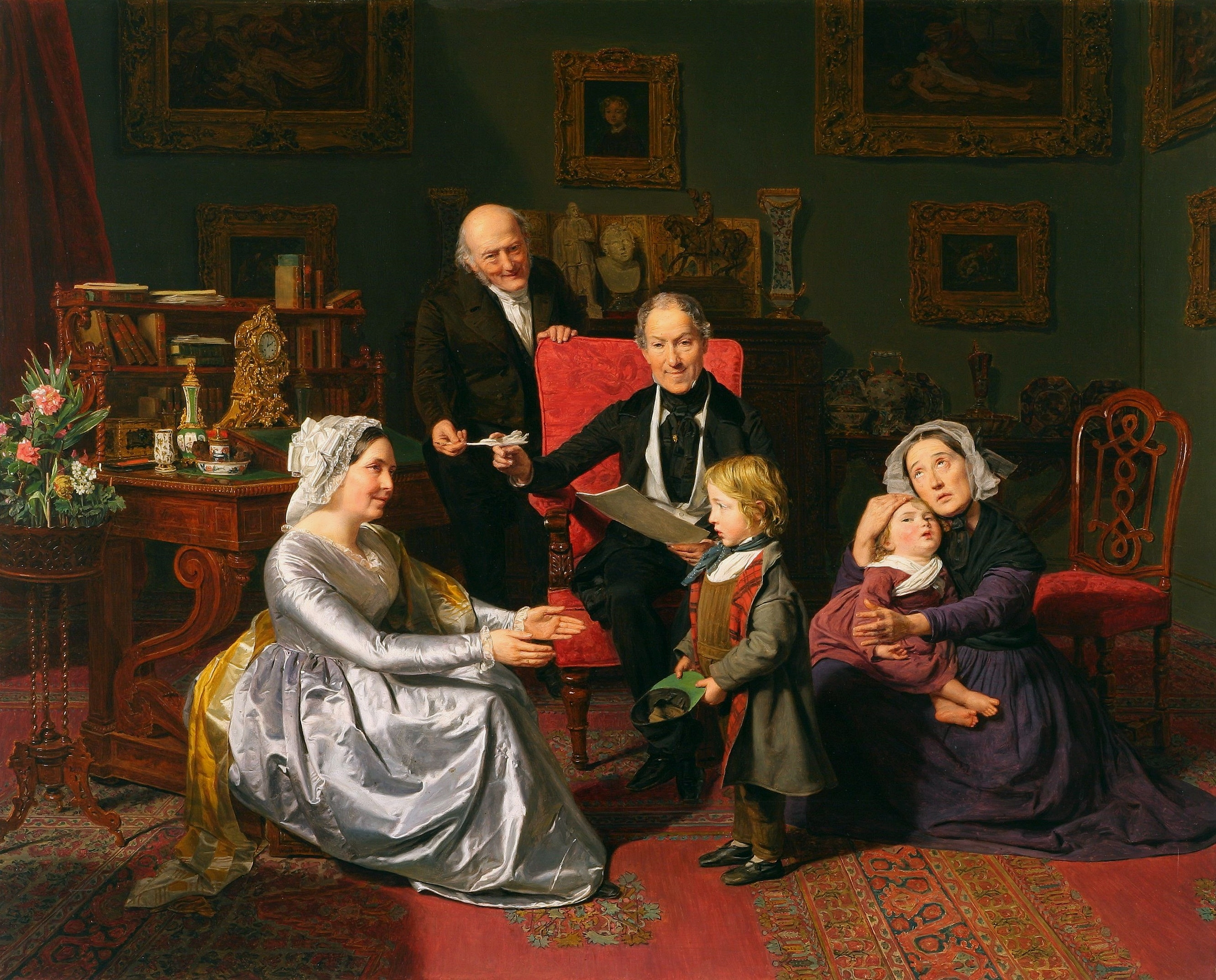
The Adoption (Ferdinand Georg Waldmüller festménye, 1847)

Az örökbefogadás (latinul adoptio) olyan jogi aktus, amely során rokoni kapcsolat jön létre egy gyermek és az őt örökbe fogadó szülő(k), illetve annak családja között.
Az örökbefogadás kapcsán szokás megkülönböztetni a nyílt  és a titkos örökbefogadást: az első esetben a vér szerinti szülő(k) és az örökbe fogadó szülő(k) ismerik egymást, a másik esetben sem a vér szerinti szülő számára nem ismert az örökbefogadó(k) személye, sem pedig fordítva.
Szintén érdemes megkülönböztetni azt az esetet, amikor egy szülő partnere vér szerinti gyermekét fogadja örökbe (mostohagyermek örökbefogadása) attól, amikor egy pár vagy egy egyedülálló személy egy olyan gyermeket fogad örökbe, akiről szülei lemondtak.

## Az örökbefogadással kapcsolatos öröklési jogi szabályok
A hatályos Polgári törvénykönyv (2013. évi V. törvény) XI. címe (XII. - XV. fejezetek) szól az örökbefogadásról.

## Az 1959. évi IV. törvényben
A korábbi, már hatályon kívül helyezett magyar Polgári törvénykönyv rendelkezései szerint
- 617. § (1) Az örökbefogadott – az örökbefogadás fennállása alatt – az örökbefogadó vér szerinti leszármazójaként örököl.
- (2) Az örökbefogadás nem érinti az örökbefogadott törvényes öröklési jogát vér szerinti rokonai után.
- (3) Az örökbefogadott után – ha az örökbefogadás az örökbefogadott életében nem szűnt meg – leszármazó és házastárs hiányában az örökbefogadó, illetőleg annak rokonai örökölnek a törvényes öröklés szabályai szerint.
- (4) Ha az örökbefogadott után sem az örökbefogadó, sem annak rokona nem örököl, törvényes örökösök az örökbefogadott vér szerinti rokonai.
- 618. § Titkos örökbefogadás esetén az örökbefogadott és vér szerinti rokonai között – az örökbefogadás fennállása alatt – nincs törvényes öröklési kapcsolat.

## Külső hivatkozások
- orokre.com
- Örökbe.hu
- Örökbefogadás.lap.hu
- családjog.lap.hu
- Örökbefogadás.uhh.hu
- Örökbefogadás fórum - index.hu